# Jarosław Kochaniak
Jarosław Kochaniak (ur. 8 marca 1967 w Warszawie) – polski działacz samorządowy, w latach 2007–2013 wiceprezydent Warszawy.

## Życiorys
Absolwent Organizacji i Zarządzania Przemysłem na Wydziale Mechanicznym Technologii i Automatyzacji Politechniki Warszawskiej (1992) oraz Instytutu Studiów Międzynarodowych w Wyższej Szkole Zarządzania Międzynarodowego im. G. Fishera w Kalifornii (1996) gdzie uzyskał tytuł Master of Business Administration (jednocześnie pełnił funkcję asystenta przy organizacji wykładów).
Od 1991 był menedżerem w Central Europe Trust, a następnie pracował m.in. w Wells Fargo Bank w San Francisco, Salomon Smith Barney w Londynie gdzie pełnił funkcję wiceprezesa, JPMorgan Chase gdzie pełnił funkcję dyrektora generalnego i szefa na Polskę. Był wiceprezesem Banku Gospodarki Żywnościowej S.A. oraz członkiem zarządu Banku Współpracy Europejskiej S.A.
Od grudnia 2007 do czerwca 2013 był wiceprezydentem miasta stołecznego Warszawy (prowadził zadania z zakresu koordynowania tworzenia planów i strategii rozwoju m.st. Warszawy oraz pozyskiwania środków pozabudżetowych na ich realizację, nadzoru właścicielskiego, funduszy europejskich, obsługi inwestorów i ochrony środowiska). Podał się do dymisji na wniosek prezydenta miasta Hanny Gronkiewicz-Waltz. Przyczyną było zamieszanie, jakie powstało wokół przetargu na wywóz śmieci oraz nakazu wydanego przez Krajową Izbę Odwoławczą wymuszającego zmianę specyfikacji warunków przetargu na odbiór i zagospodarowanie śmieci w Warszawie. Kochaniak jako wiceprezydent Warszawy odpowiadał między innymi za gospodarkę odpadami komunalnymi.
Zasiadał w spółkach m.st. Warszawy: od 2008 był wiceprzewodniczącym rady nadzorczej Dalkii Warszawa, a 2011 przewodniczącym rady nadzorczej Miejskiego Przedsiębiorstwa Wodociągów i Kanalizacji.
Jako wiceprezydent miasta stołecznego Warszawy nadzorował także prywatyzację Stołecznego Przedsiębiorstwa Energetyki Cieplnej.